# Graco Ramírez
Graco Luis Ramírez Garrido Abreu (Balancán, Tabasco; 26 de junio de 1949) (conocido como "Graco, El Caco") es un político mexicano, miembro del Partido de la Revolución Democrática. Fue diputado federal y senador de la República por el estado de Morelos durante el periodo 2006-2012 y gobernador del Estado de Morelos durante el periodo 2012 - 2018.

## Datos biográficos
Graco Ramírez es hijo del General Graco Ramírez Garrido Alvarado, quien fue miembro del Escuadrón 201 durante la Segunda Guerra Mundial y primer comandante del primer escuadrón de aviones a reacción "De Havilland Vampire" en 1961. Hermano del General José Domingo Ramírez Garrido Abreu, Julieta Ramírez Garrido Abreu, Elía Ramírez Garrido Abreu y Jaime Ramírez Garrido Abreu; casado con Elena Cepeda de León, quien constituyó la Fundación Comunitaria Morelense, y fue Secretaria de Cultura del Gobierno del Distrito Federal durante la administración de Marcelo Ebrard. 
Graco Ramírez fue dirigente estudiantil y participó en el movimiento estudiantil de 1968. Fue miembro fundador del Partido Socialista de los Trabajadores, del Partido Mexicano Socialista y del Partido de la Revolución Democrática.
En abril de 2008 el Partido de la Revolución Democrática realizó sus elecciones para designar al nuevo presidente del partido, sin embargo, los comicios fueron declarados nulos por la inconformidad del candidato que quedó en segundo lugar. Debido a que la ley electoral exigía al partido tener al menos un dirigente, se acordó designar a Graco Ramírez y a Raymundo Cárdenas como encargados de la presidencia con fines únicamente legales hasta que la dirigencia del partido pudiera designar un presidente interino.
Resultó ganador en la elección para Gobernador por el estado de Morelos en la elección del 2012, nominado por la coalición Nueva Visión Progresista por Morelos. Fue gobernador constitucional de Morelos, obteniendo su constancia de Mayoría de Gobernador el 8 de julio de 2012. Tomó posesión el 1 de octubre de 2012 y su mandato terminó el 30 de septiembre de 2018.
Como Senador de la República impulsó importantes leyes, como las candidaturas independientes, la iniciativa y consulta ciudadana. 
El Gobierno de la Visión Morelos que encabezó, promovió una agenda progresista para la construcción de una sociedad de derechos que garantice a todos los ciudadanos el acceso igualitario a la salud, educación, empleo digno, medio ambiente sano y cultura.
Como Presidente de la CONAGO encabezó reuniones con la Asociación Nacional de Gobernadores de Estados Unidos (NGA), logrando importantes acuerdos en materia migratoria.
Impulsor de la Reforma Política de 1967 que da autonomía al IFE hoy INE, al Banco de México (BANXICO), al Instituto Nacional de Estadística y Geografía (INEGI) y el principal impulsor de las alianzas políticas que impulsaron la transición política de México.

## Gobernador de Morelos 2012-2018
El Gobierno de Morelos se ha caracterizado por la inversión en programas sociales como parte de la estrategia integral para la seguridad y la paz. Morelos es el primer estado de la República Mexicana en poner en marcha el programa social Beca Salario con el cual todos los jóvenes desde tercero de secundaria hasta la universidad en escuelas públicas cuentan con beca mensual, lo cual les permite continuar sus estudios y que nadie abandone la escuela por falta de apoyos aunque fue un gran logro en su momento en la actualidad dejó sin recursos a la Universidad Autónoma del Estado de Morelos por su siglas UAEM y la principal razón por la cual se encuentra cerrada en estos momentos. Asimismo se puso en marcha el programa empresas de la mujer morelense, que en su primer año benefició a más de tres mil jefas de familia, que ahora cuenta con su propia microempresa, generan empleos y tienen los recursos económicos para sacar adelante a sus hijos.
Morelos se caracteriza por ser el primer estado en poner en operación la policía de mando único coordinado, con la cual se afronta de manera coordinada entre municipios, estado y federación a la delincuencia, lo cual ha permitido al estado reducir el delito de alto impacto. Es necesario mencionar que este estado realiza un esfuerzo histórico para aumentar la producción en el campo, en 2013 se invirtieron más de 2800 millones de pesos, lo cual permitió aumentar la producción, su calidad y que el estado se ubique en los primeros 5 con mayor productividad agropecuaria.
Según el último reporte del Coneval, de 2012 a 2015, el Estado de Morelos registró la mayor disminución de población en pobreza, en comparación con el resto de las entidades de la república, dicho decremento fue de 6.8%, lo que representa una mejoría para el 52.3% de la población del Estado, que abandonó la situación de pobreza, esto es casi un millón de mexicanos.
En el informe del lunes 4 de septiembre de 2017, en Morelos se redujeron las seis carencias sociales de 2014 a 2016, dejaron la pobreza extrema más de 33 mil morelenses.

## Experiencia legislativa
Residente en el estado de Morelos desde 1984, su principal actividad política se ha centrado en este estado en los tiempos más recientes. Ha sido diputado federal en tres ocasiones, en 1985-1988 en las LI, en 1994-1997 en la LIII Legislaturas en donde fungió como Coordinador de los Diputados del Partido Socialista de los Trabajadores. Durante ese tiempo fue uno de los principales opositores de los gobernadores Jorge Carrillo Olea y Sergio Estrada Cajigal, contra quien promovió un juicio político que aunque fue aprobado por el Congreso de Morelos fue suspendido por la Suprema Corte de Justicia de la Nación.
En la LVI Legislatura, por el Partido de la Revolución Democrática, fue presidente de la Comisión de Asentamientos Humanos y Obras Públicas e integrante de las comisiones de Defensa Nacional y del Instituto de Investigaciones Legislativas.

## Actividad partidista
Fundador del Partido Socialista de los Trabajadores en 1978; Fundador del Partido Mexicano Socialista en 1987; Fundador del Partido de la Revolución Democrática en 1989; Fundó la Coordinadora Morelense de Movimientos Ciudadanos en 1998; Fundó el Movimiento Democrático Morelense en 2004; y fue Secretario de Acción Electoral del Comité Ejecutivo Nacional del PRD en 2004.
Fue coordinador del programa de restauración de Vivienda en el barrio de Tepito en 1970. Participó en el Movimiento Ciudadano por la Democracia encabezado por el doctor Salvador Nava, en San Luis Potosí. Encabezó en 1995, las marchas del silencio que derivaron en el primer plebiscito ciudadano y posteriormente en el juicio político en contra del entonces gobernador de Morelos Jorge Carrillo Olea, quien fue destituido del cargo en 1998 acusado de brindar protección a narcotraficantes y secuestradores –si bien el caso penal no prosperó–.
En 1999, Ramírez convocó desde Cuernavaca el debate nacional "Pensar en el 2000" con la presencia de Cuauhtémoc Cárdenas, Vicente Fox, Manuel Camacho, Esteban Moctezuma, en donde se planteó la transición política en México  y se propuso una candidatura única en la oposición. En 2002 constituyó la Asociación Política Causa Ciudadana para hacer posibles las candidaturas ciudadanas.

## Senador de la República
En el año 2000 quiso ser senador pero sus empeños fracasaron a pesar de que imploró a los panistas que votaran por él. La minoría que votó por él lo llevó a un modesto tercer lugar.
Fungió como senador por Morelos durante el periodo 2006-2012. Durante esta etapa fue encargado de despacho del PRD. En el Senado presidió la Comisión de Desarrollo Social, y fue secretario de la Comisión de Energía y miembro de la Comisión de Defensa.